# Francesco Romano (cyclisme)
Francesco Romano, né le 9 juillet 1997 à Vittoria en Sicile, est un coureur cycliste italien.

## Palmarès
- 2013
  - 3e de la Coppa d'Oro
- 2014
  - 2e du Gran Premio Sportivi di Sovilla
  - 7e du championnat d'Europe sur route juniors
- 2016
  - Trofeo San Leolino
  - 2e du Trophée Learco Guerra
  - 2e du Grand Prix de la ville d'Empoli
  - 3e de la Coppa Comune di Castelfranco Piandiscò
  - 3e de la Coppa Messapica
- 2017
  - Coppa Penna
  - 6e étape du Girobio
  - Mémorial Daniele Tortoli
  - Trofeo Cav Uff Magni
  - 2e du Grand Prix San Giuseppe
  - 2e du Mémorial Filippo Micheli
  - 2e du Grand Prix de la ville de Felino
  - 2e du Mémorial Morgan Capretta
  - 2e de la Coppa Collecchio
  - 3e du Trofeo Gianfranco Bianchin
- 2018
  - Medaglia d'Oro Frare De Nardi
  - Tour de Navarre :
    - Classement général
    - 4e étape

  - 2e du Piccola Sanremo
  - 2e du Trophée de la ville de San Vendemiano
  - 3e de la Coppa Cicogna
- 2021
  - 1re étape du Tour de Romagne[1]
  - Trofeo Menci
  - 5e étape du Tour de Vénétie
  - Coppa Messapica
  - 3e du Tour de Romagne

## Résultats sur les grands tours

### Tour d'Italie
1 participation
- 2020 : 91e

## Classements mondiaux
| Année           | 2016   | 2017 | 2018 |
| --------------- | ------ | ---- | ---- |
| UCI Europe Tour | 1 058e | 851e | 972e |